# Trzebicz (województwo lubuskie)
Trzebicz – wieś w Polsce położona w województwie lubuskim, w powiecie strzelecko-drezdeneckim, w gminie Drezdenko.
W latach 1945–54 siedziba gminy Trzebicz. W latach 1975–1998 miejscowość administracyjnie należała do województwa gorzowskiego.
Znajduje się tutaj Zakład Produkcyjno-Handlowo-Usługowy Przerobu Drewna, który stanowi główne zatrudnienie dla okolicy. Swoją siedzibę ma tu piłkarski Klub Sportowy „Uran” Trzebicz, założony w 1947 roku i występujący w A-klasie.

## Zabytki
Do wojewódzkiego rejestru zabytków wpisane są:
- kościół ewangelicki, obecnie rzymskokatolicki parafialny pod wezwaniem Najświętszego Serca Pana Jezusa, z 1879 roku
- dom – chałupa, drewniana.

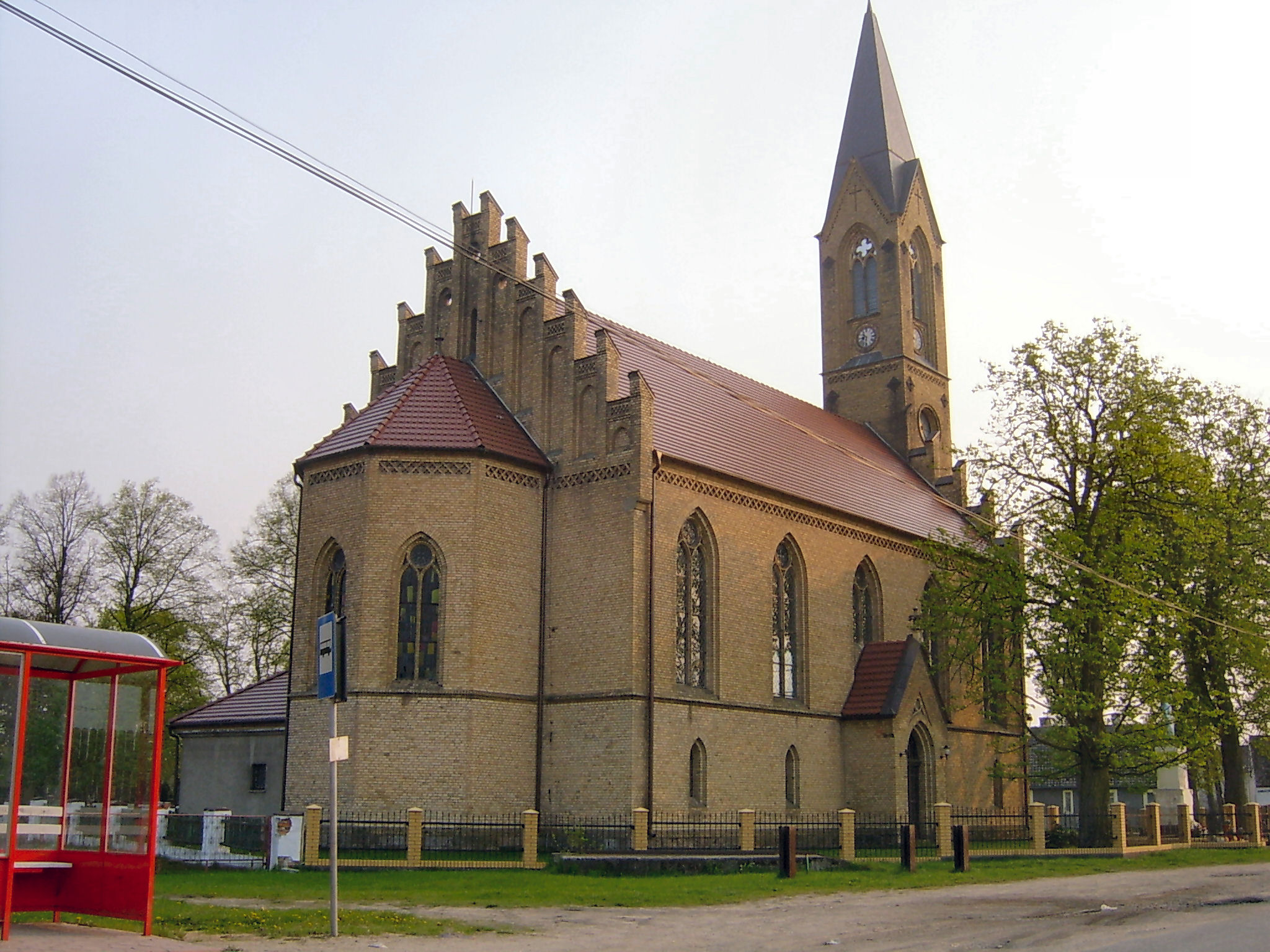
Kościół pw. Najświętszego Serca Pana Jezusa
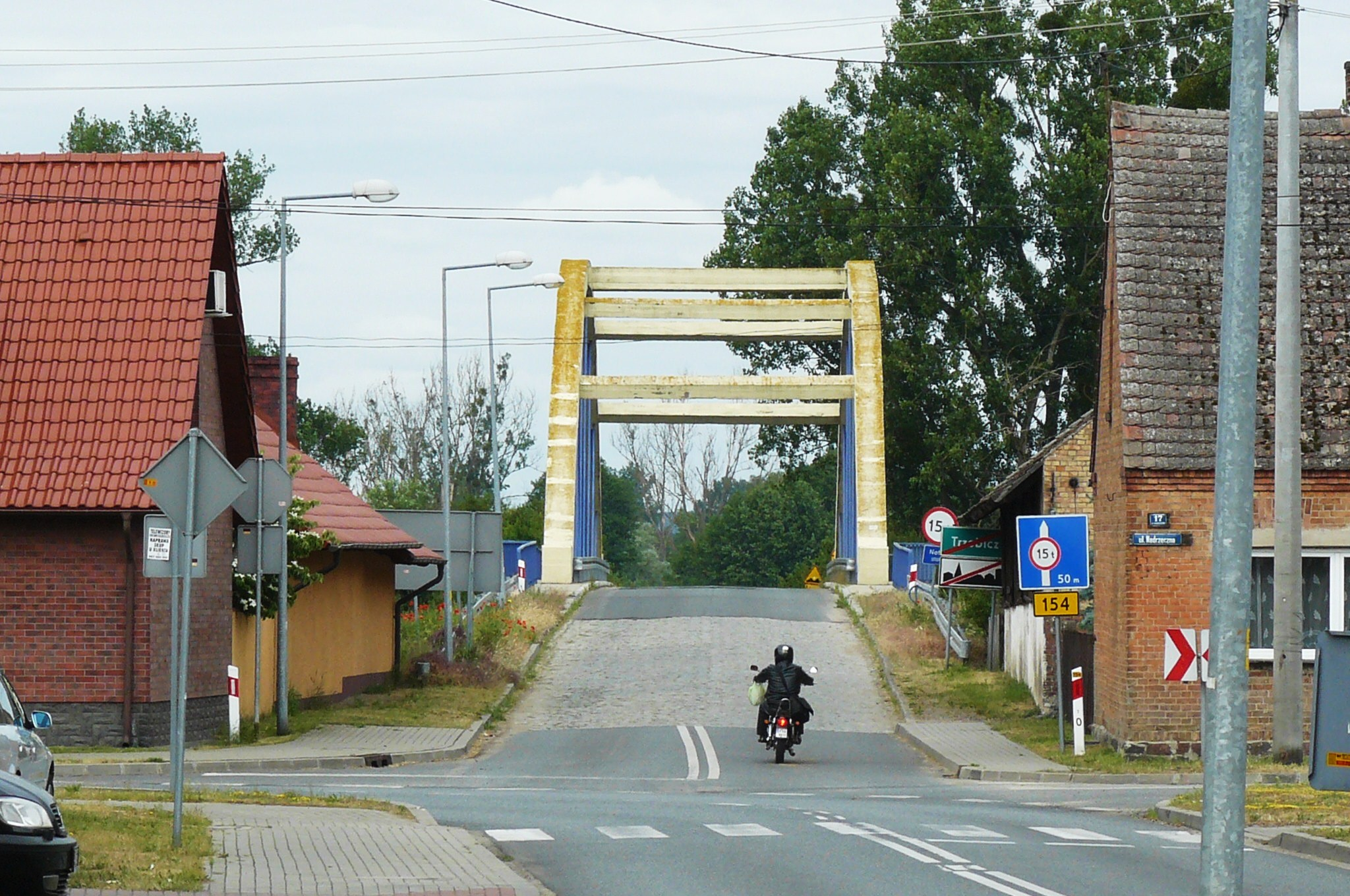
Most na Noteci